# Oligonychus nelensis
Oligonychus nelensis är en spindeldjursart som beskrevs av Meyer 1974. Oligonychus nelensis ingår i släktet Oligonychus och familjen Tetranychidae. Inga underarter finns listade i Catalogue of Life.